# Panjab (ort i Afghanistan)
Panjab är en ort i Afghanistan. Den är administrativ huvudort i distriktet Panjab, som ligger provinsen Bamiyan, i den centrala delen av landet, 200 kilometer väster om huvudstaden Kabul. Panjab ligger 2 728 meter över havet och antalet invånare är 13 471.